# Prairie City (Illinois)
Prairie City – wieś w Stanach Zjednoczonych, w stanie Illinois, w hrabstwie McDonough.